# Veselko
Veselko je moško osebno ime.

## Izvor imena
Ime Veselko je tvorjenka na -ko iz imena Vesel. To je nastalo iz pridevnika vesél. Ime Vesel pomensko ustreza latinskima imenoma Hilarius, slovensko Hilarij in Gaudentius, slovensko Gavdencij.

## Izpeljanke imena
- moške oblike imena: Vesel, Veselin, Veseljko, Vesko, Veso
- ženske oblike imena: Veselka, Veselina, Veselinka, Veseljka

## Pogostost imena
Po podatkih Statističnega urada Republike Slovenije je bilo na dan 31. decembra 2007 v Sloveniji 45 oseb z imenom Veselko. Ostale oblike imena, ki so bile na ta dan tudi v uporabi: Vesel(22), Veselin(47), Veseljko(31) in Vesko(9).

## Osebni praznik
V koledarju je ime Veselko uvrščeno k imenu Gavdencij, ki god praznuje 14. oktobra.

## Izpeljani priimki
Iz imena Veselko sta izpeljana priimka Veselko in Veselič. Po podatkih SURSa je bilo na dan 31. decembra 2007 v Sloveniji 143 oseb s priimkom Veselko in 456 oseb s priimkom Veselič.